# Elleguna major
Elleguna major is een spinnensoort in de taxonomische indeling van de Stiphidiidae.
Het dier behoort tot het geslacht Elleguna. De wetenschappelijke naam van de soort werd voor het eerst geldig gepubliceerd in 2008 door M.R. Gray & H. M. Smith.